# Chillarón del Rey (kommun)
Chillarón del Rey är en kommun i Spanien.   Den ligger i provinsen Provincia de Guadalajara och regionen Kastilien-La Mancha, i den centrala delen av landet, 90 km öster om huvudstaden Madrid. Antalet invånare är 118. Arean är 17,0 kvadratkilometer.
Terrängen i Chillarón del Rey är kuperad åt nordost, men åt sydväst är den platt.